# Roy Nathanson

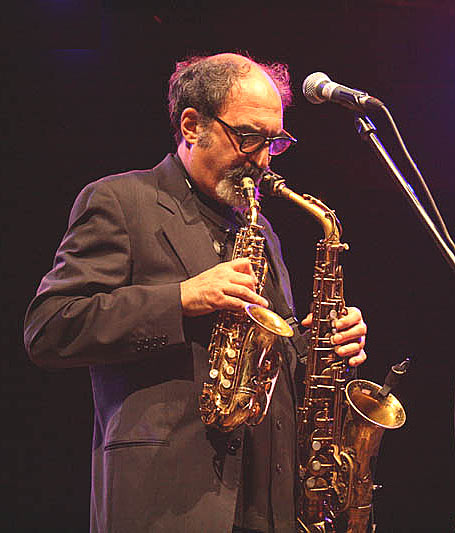
Roy Nathanson (2007)

Roy Jay Nathanson (* 17. Mai 1951  in New York City) ist ein US-amerikanischer Jazzmusiker (Saxophon, Gesang, Komposition), Musiklehrer, Poet und Schauspieler. Er ist Mitbegründer und Hauptkomponist der Jazz Passengers.

## Leben und Wirken
Nathanson lernte als Kind zunächst Klarinette. Während seines Studiums traf er bei Auftritten der Big Apple Circus Band erstmals den Posaunisten Curtis Fowlkes, mit dem er seitdem regelmäßig zusammenarbeitet. Beide gehörten zwischen 1984 und 1989 zu John Luries Band The Lounge Lizards. 1987 gründeten sie mit anderen Musikern der Downtown-Szene die Jazz Passengers. Daneben arbeitete Nathanson mit John Zorn, D. K. Dyson, Seigen Ono, Carol Emanuel und Anthony Coleman. In den 1990er Jahren arbeitete er zudem mit Charles Earland und mit David Cale. Daneben leitete er ein eigenes Quartett und schrieb Filmmusik. Mit Steve Lacy und Ned Rothenberg leitete er ein Saxophonquartett. Er gehörte auch zu Marc Ribots Rootless Cosmopolitans und begleitete Susi Hyldgaard.
Als Schauspieler trat er in Filmen von Chantal Akerman, Jim Jarmusch und Elaine May, aber auch in Downtown-Theaterprojekten in New York auf. In Peter Lilienthals Kinderfilm Wasserman – Der singende Hund hat er eine zentrale Rolle. 2009 veröffentlichte er seinen Gedichtband subway moon (buddy’s knife jazzedition).

## Diskographische Hinweise
- Camp Stories (1996)
- Lobster & Friend (1993, Knitting Factory Works: mit A. Coleman)
- I Could've Been a Drum (1997, Tzadik)
- Fire at Keaton's Bar and Grill (2000, Six Degrees)
- Sotto Voce (2006, AUM Fidelity)
- Subway Moon (2009)
- Complicated Day (2014)

## Lexigraphische Einträge
- Martin Kunzler: Jazz-Lexikon. Band 2: M–Z (= rororo-Sachbuch. Bd. 16513). 2. Auflage. Rowohlt, Reinbek bei Hamburg 2004, ISBN 3-499-16513-9.